# Enrico Brizzi
Enrico Brizzi (Bolonha, 20 de Novembro de 1974) é um escritor italiano. É mais conhecido pelo seu romance de estreia Jack Frusciante saiu do grupo (Jack Frusciante è uscito dal gruppo no original), que inspirou o filme italiano de 1996 com o mesmo nome.

## Obras

### Romances
- Jack Frusciante saiu do grupo - no original Jack Frusciante è uscito dal gruppo (Transeuropa, Ancona, 1994; português: Relógio D'Água, Lisboa, 1997)
- Bastogne (Baldini & Castoldi, Milano, 1996)
- Tre ragazzi immaginari (Baldini & Castoldi, Milano, 1998)
- Elogio di Oscar Firmian e del suo impeccabile stile (Baldini & Castoldi, Milano, 1999)
- L'altro nome del rock (with Lorenzo Marzaduri) (Mondadori, Milano, 2001)
- Razorama (Mondadori, Milano, 2003)
- Nessuno lo saprà - Viaggio a piedi dall'Argentario al Conero (Mondadori, Milano, 2005)
- Il pellegrino dalle braccia d’inchiostro (Mondadori, Milano, 2007)
- Gli psicoatleti, (Dalai, Milano, 2011)
- Il matrimonio di mio fratello, (Mondadori, Milano, 2015)

Epopea Fantastorica Italiana
- L’inattesa piega degli eventi (Baldini Castoldi Dalai, Milano, 2008)
- La Nostra guerra (Baldini Castoldi Dalai, Milano, 2009)
- Lorenzo Pellegrini e le donne (Italica, Bologna, 2012)

### Banda desenhada e novelas gráficas
- Lennon Guevara Bugatti (illustrated by Sauro Ciantini) (Comix, Modena, 1996)
- Apriti Sesamo - La vera storia di Alì Babà e i quaranta ladroni (illustrated by Bonvi) (Chiaroscuro-Pendragon, Bologna, 2005)
- Bastogne (illustrated by Maurizio Manfredi) (Baldini Castoldi Dalai editore, Milano, 2006)
- Il pellegrino dalle braccia d’inchiostro (illustrated by Maurizio Manfredi) (Rizzoli Lizard, Milano, 2009)

## Filmografia
Enrico Brizzi está creditado, assim como os realizadores Enza Negroni, Massimo Canalini e Ennio Montanari, como autor do filme Jack Frusciante è uscito dal gruppo (Itália, 1996).